# 立岡恒良
立岡 恒良（たつおか つねよし、1958年（昭和33年）1月29日 - ）は、日本の経産官僚、元経済産業事務次官。岡山県出身。ニトリホールディングス取締役、三菱商事取締役、旭化成取締役、日本生命保険特別顧問、NTTデータ経営研究所顧問、TOKAIホールディングス顧問。

## 経歴
- 灘高等学校卒業
- 1980年（昭和55年）3月　東京大学法学部卒業
- 1980年（昭和55年）4月　通商産業省産業政策局総務課
- 1988年（昭和63年）6月　ハーバード大学国際問題研究所
- 1992年（平成4年）5月　機械情報産業局総務課（法令審査委員）
- 1993年（平成5年）6月　大臣官房秘書課（法令審査委員）
- 1994年（平成6年）6月　大臣官房企画調査官
- 1995年（平成7年）4月　通商政策局中東アフリカ室長
- 1996年（平成8年）1月　大臣秘書官事務取扱
- 1996年（平成8年）11月　産業政策局新規産業室長
- 1997年（平成9年）6月　外務省在カナダ日本国大使館参事官
- 2001年（平成13年）1月　経済産業省製造産業局自動車課長
- 2003年（平成15年）7月　資源エネルギー庁電力・ガス事業部政策課長
- 2004年（平成16年）6月　資源エネルギー庁長官官房総合政策課長
- 2006年（平成18年）7月　大臣官房審議官（産業資金担当）
- 2007年（平成19年）7月　貿易経済協力局貿易管理部長
- 2008年（平成20年）7月　製造産業局次長
- 2009年（平成21年）7月　総括審議官
- 2010年（平成22年）1月　内閣官房内閣審議官（内閣官房副長官補付）
- 2011年（平成23年）8月　大臣官房長[1]
- 2013年（平成25年）
  - 1月　経済産業研修所長併任[2]
  - 6月　経済産業事務次官[3]
- 2015年（平成27年）
  - 7月　依願退官、経済産業省顧問
  - 10月　株式会社TOKAIホールディングス顧問[4]、株式会社NTTデータ経営研究所顧問[5]
- 2016年（平成28年）
  - 1月  株式会社レイヤーズ・コンサルティング顧問[6]
  - 5月　株式会社ニトリホールディングス取締役[7]
  - 6月　旭化成株式会社取締役[8]
  - 9月　日本生命保険相互会社特別顧問[8]
- 2018年
  - 1月　三菱商事株式会社顧問[9]
  - 6月　三菱商事株式会社取締役[9]
- 2019年
  - 9月　Global Mobility Service株式会社取締役[10]

## 同期
- 石黒憲彦（経済産業審議官）
- 上田隆之（経済産業審議官、資源エネルギー庁長官）
- 佐藤樹一郎（経済産業研究所副所長、中小企業庁次長、日本貿易振興機構ニューヨーク事務所長／大分県知事）
- 永塚誠一（商務情報政策局長、近畿経済産業局長／日本自動車工業会副会長・専務理事、三菱ふそうトラック・バス 代表取締役会長）
- 浜田昌良（生物化学産業課長／参議院議員、復興副大臣）
- 眞鍋隆（経済産業研究所長／産業技術総合研究所理事、カケンテストセンター理事長）
- 赤津光一郎（東北経済産業局長／貿易研修センター専務理事、日本機械輸出組合専務理事）
- 杉田定大（中国経済産業局長、大臣官房審議官（貿易経済協力局担当）／日中経済協会専務理事、日興証券顧問）
- 長尾尚人（中部経済産業局長／日本政策投資銀行常務執行役員、電子情報技術産業協会代表理事・専務理事）
- 後藤芳一（大臣官房審議官（製造産業局担当）／大阪大学大学院教授、東京大学大学院教授、機械振興協会副会長・技術研究所長）
- 今清水浩介（欧州中東アフリカ課長、日本貿易振興機構ジャカルタセンター長／情報処理推進機構理事、日本航空宇宙工業会専務理事、幕張メッセ代表取締役社長）
- 津上俊哉（公正貿易推進室長、在中国日本大使館参事官、北東アジア課長／日本国際問題研究所 客員研究員）
- 清川寛（立地環境整備課長、経済産業研究所上席研究員／国際超電導産業技術研究センター専務理事）
- 古賀茂明（古賀茂明政策ラボ代表）
- 西山英彦（経済産業省通商政策局審議官、環境省福島除染推進チーム次長／矢崎ブラジル有限会社副社長、大和エナジー・インフラ シニアアドバイザー）